# Chaperó
Chaperó é um bairro do município de Itaguaí, no Rio de Janeiro.
Localizado próximo ao porto de Itaguaí, é cortada por duas grandes vias, a Rio Santos, e o Arco Metropolitano do Rio de Janeiro, além da RJ-099 (Estrada de Piranema) e da ferrovia MRS. Apesar disto, é considerado um bairro rural e bucólico, ao mesmo tempo em que possui também uma equipe de futebol feminino disputando a Taça das Favelas.
Chaperó foi fundado na década de 1960 como um conjunto para policiais do Rio de Janeiro.[carece de fontes?]